# Cordilura hyalinipennis
Cordilura hyalinipennis är en tvåvingeart som först beskrevs av Ringdahl 1936.  Cordilura hyalinipennis ingår i släktet Cordilura och familjen kolvflugor.
Artens utbredningsområde är Sverige. Arten är reproducerande i Sverige. Inga underarter finns listade i Catalogue of Life.